# Thomas Schmidt (Politiker, Februar 1961)
Thomas Schmidt (* 1961 in Potsdam) ist Kommunalpolitiker, Koch und Mitglied der SPD. Er ist seit 2002 Bürgermeister der Stadt Teltow.

## Leben und Wirken
Thomas Schmidt lernte nach der schulischen Ausbildung das Handwerk des Kochs. 1985 bis 1986 diente er in der DDR bei der Nationalen Volksarmee als Bausoldat, verweigerte somit den Dienst an der Waffe. Nach der politischen Wende wurde Schmidt 1990 Mitglied der Stadtverordnetenversammlung Teltows. Von 1994 bis 2002 war er Abgeordneter im Kreistag des Landkreises Potsdam-Mittelmark. Daneben war er Vorsitzender des Jugendhilfeausschusses. 
2002 wurde Schmidt als Kandidat der SPD zum Bürgermeister Teltows gewählt. Am 27. September 2009 wurde er mit 53,15 Prozent aller Stimmen im ersten Wahlgang wiedergewählt.
Thomas Schmidt ist Mitglied des Bundes- und des Landesvorstandes des Arbeiter-Samariter-Bundes.